# Carl Klop
Carl Klop (* 22. Juli 1804 in Bevensen bei Uelzen; † 25. April 1840 in Hannover) war ein deutscher Lehrer, Inspektor der Hofschule in Hannover, Freimaurer, Hofkaplan und evangelischer Pastor.

## Leben

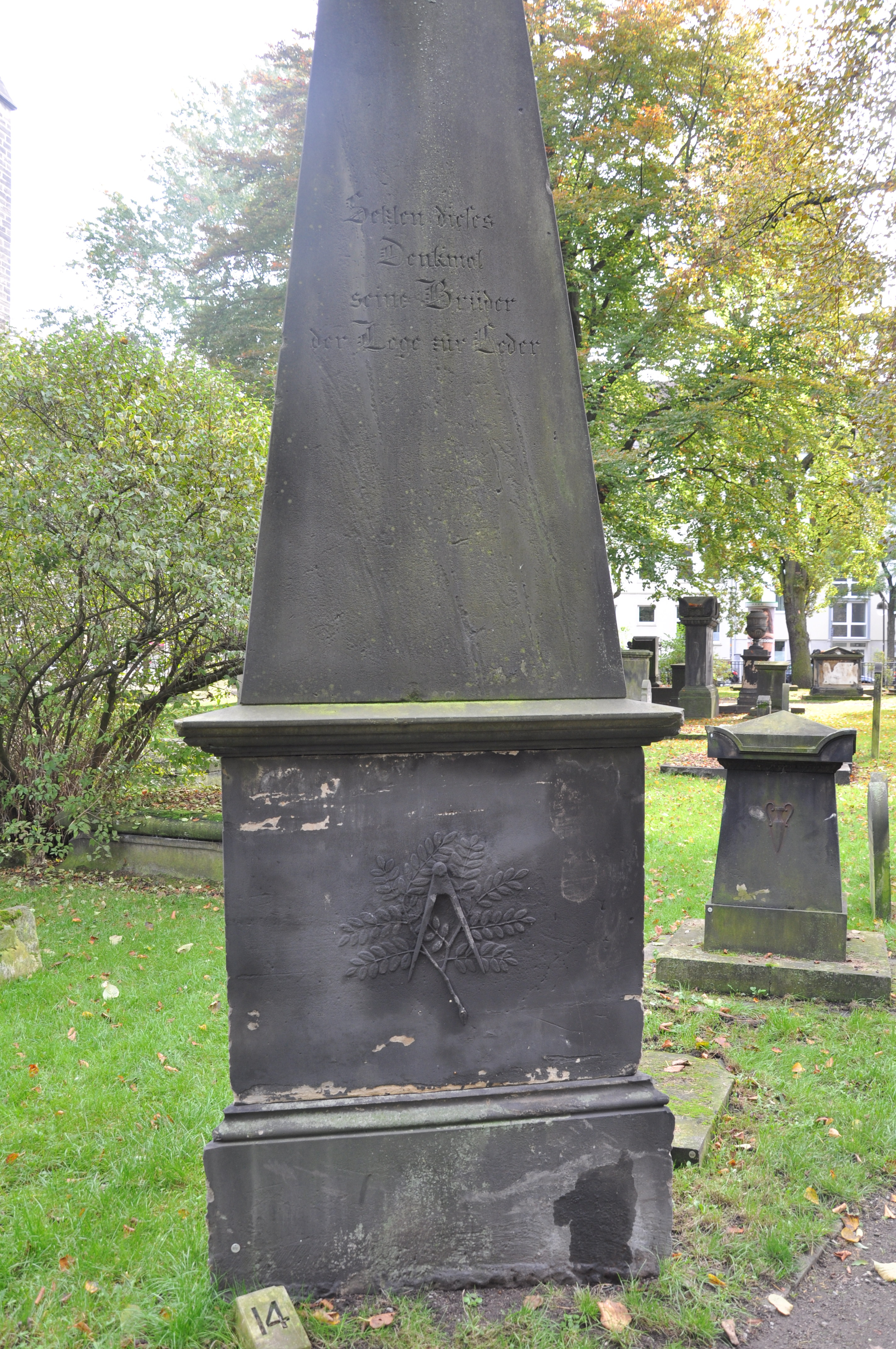
Der dreiseitige Obelisk auf dem Gartenfriedhof in Hannover

Carl Levin Klopp (so die Schreibweise im Taufeintrag) wurde während der Franzosenzeit am 23. Juli 1804 in Bevensen ev.-luth. getauft als Sohn des Mühlenschreiber Johann Friedrich Klopp und seiner Ehefrau Charlotte Christiane Lindemann. Er absolvierte nach seiner Schulzeit ein Studium in Göttingen an der dortigen Universität. In der Residenzstadt des Königreichs Hannover wirkte er zunächst an der Königlichen Hofschule, bevor er ab 1833 – neben seiner Tätigkeit als Hofkaplan der Schlosskirche – an der Neustädter Hof- und Stadtkirche St. Johannis im hannoverschen Stadtteil Calenberger Neustadt als „pastor adjunctus“ tätig wurde, als zweiter Prediger neben dem General- und Spezialsuperintendent Oberkonsistorialrat Johann Conrad Achaz Holscher.
Carl Levin Clop war Mitglied und von 1833 bis 1834 substituierter Redner und von 1834 bis 1840 deputierter Logenmeister der St. Johannis-Loge zur Ceder in Hannover. Er dichtete das dann bei allen Tafellogen gesungene „Cederlied“ Zum Himmel will des Maurers Bau sich heben, das er vor dem Jahr 1835 schuf. In derselben Loge gab er 1838 seine 24 Seiten umfassende Schrift Votum über die Zulassung der Juden zum Maurerbund ab, worauf Wilhelm Blumenhagen im gleichen Jahr mit seiner Schrift Wo ist der Platz der Freimaurerei in der Menschheit? eine liberale Gegenposition einnahm. Klops Schrift findet sich heute in der Bibliothek des Deutschen Freimaurermuseums in Bayreuth, die Schrift und die Antwort Blumenhagens wurden von dem Historiker Stefan-Ludwig Hoffmann in Veröffentlichungen zu Freimaurerlogen im 19. Jahrhundert aufgegriffen.
Am 1. Oktober 1839 trat Carl Klop die Stelle als Pastor der Gartenkirche St. Marien an. Kurz darauf verstarb er im Alter von 35 Jahren. Klops Logenbruder Georg Philipp Holscher hielt 1840 eine Trauerrede. Klops Logenbrüder von der Freimaurerloge „Zur Ceder“ setzten ihm auf dem Gartenfriedhof in Hannover einen dreiseitigen Obelisken als Grabmal, das in Form und Symbolik ganz der freimaurerischen Tradition der aufgeklärten Gesellschaft des 18. Jahrhunderts entspricht. Die Inschrift des Denkmals erfasste der Historiker Hinrich Hesse später wie folgt: „Ihrem Bruder Pastor Carl Klop geb. am 22. Juli 1805 gest. am 25. April 1840 setzten dieses Denkmal seine Brüder der Loge zur Ceder als irdisches Zeichen treuester Liebe und wahrer Verehrung.“
In seinem Todesjahr 1840 wohnte der Pastor der Gartenkirche laut dem Adressbuch Hannovers noch beim Aegidientor im Vorort Kirchwende. Seine Witwe Ida Klop, geborene Wedemeier, war schon im Folgejahr 1841 in das Haus Marktstraße 490 umgezogen.

## Schriften (Auswahl)
- Karl Klop: Votum über die Zulassung der Juden zum Maurerbund. Abgegeben in der vollkommenen und gerechten St.-Johannis-Loge zur Ceder im Orient von Hannover, Hannover: Jänecke, 1838